# خواننده دانای کل: پیامبر
خواننده دانای کل: پیامبر (انگلیسی: Omniscient Reader: The Prophet) فیلمی در ژانر اکشن فانتزی محصول کره جنوبی است که قرار است در ژوئیه ۲۰۲۵ اکران شود. این فیلم بر اساس رمان پرفروش دیدگاه خواننده دانای کل نوشتهٔ سینگ شونگ ساخته شده و کارگردانی آن بر عهدهٔ کیم بیونگ وو است. در این فیلم لی مین هو، آن هیو سوپ، چه سو بین، شین سونگ هو، نانا و جیسو به ایفای نقش پرداخته‌اند.

## داستان
این فیلم داستان کیم دوک جا را روایت می‌کند که تنها خوانندهٔ یک رمان اینترنتی منتشرشده به صورت سریالی است، رمانی که ناگهان به واقعیت تبدیل می‌شود. در حالی که جهان واقعی به هرج و مرج فرو می‌ریزد، او با شخصیت اصلی داستان، یو جونگ هیوک، متحد شده و سفری پرخطر را برای تغییر سرنوشت و جلوگیری از پایان جهان آغاز می‌کند.

## بازیگران
- لی مین هو در نقش یو جونگ هیوک[۳]
- آن هیو سوپ در نقش کیم دوک جا[۳]
- چه سو بین در نقش یو سانگ آه[۳]
- شین سونگ هو در نقش لی هیون سونگ[۳]
- نانا در نقش جونگ هی وون[۳]
- جیسو در نقش لی جی هه[۳]
- کوان اون سونگ در نقش لی گیل یونگ